# Citroën H Van
A Citroën H Van, Citroën Tipo H, Citroën H-Type ou Citroën HY era um caminhão leve (ou van de entrega) produzido pela fábrica de automóveis francesa Citroën entre 1947 e 1981.  Foi desenvolvido como uma simples van impulsionada pela roda da frente após a Segunda Guerra Mundial. Foi produzido um total de 473.289 em 34 anos em fábricas na França e na Bélgica. A maioria deles foram vendidos na França, Bélgica e Holanda.